# Julie Girling
Julie Girling, née le 21 décembre 1956 à Londres, est une femme politique britannique. Elle est députée européenne conservatrice pour la circonscription d'Angleterre du Sud-Ouest de 2009 à 2019.